# Tonči Stipanović
Tonči Stipanović (13 de junho de 1986) é um velejador croata, medalhista olímpico.

## Carreira

### Londres
Tonci terminou em quarto na classe laser.

### Rio 2016
Tonči Stipanović representou seu país nos Jogos Olímpicos de Verão de 2016, na qual conquistou medalha de prata na classe Laser, após uma longa batalha na classe com o australiano Tom Burton, que ficou com o ouro. 